# Heptagenia flavescens
Heptagenia flavescens är en dagsländeart som först beskrevs av Walsh 1862.  Heptagenia flavescens ingår i släktet Heptagenia och familjen forsdagsländor. Inga underarter finns listade i Catalogue of Life.